# Międzynarodowy Dzień Powszechnego Dostępu do Informacji
Międzynarodowy Dzień Powszechnego Dostępu do Informacji – Międzynarodowy Dzień Powszechnego Dostępu do Informacji (The International Day for Universal Access to Information) obchodzony jest 28 września. 
Od 2002 roku dzień ten był obchodzony jako Dzień Prawa do Wiedzy (International Right to Know Day) przez aktywistów i organizacje proobywatelskie. W listopadzie 2015 UNESCO formalnie uznało ten dzień za święto, dzięki rezolucji zaproponowanej przez afrykańskie organizacje społeczeństwa obywatelskiego.
15 października 2019 roku 74. Zgromadzenie Ogólne ONZ ogłosiło 28 września Międzynarodowym Dniem Powszechnego Dostępu do Informacji.
W Polsce obchodzony po raz pierwszy w 2006 roku.
Prawo do informacji zapisano w art. 19 Powszechnej Deklaracji Praw Człowieka oraz art. 10 Europejskiej Konwencji Praw Człowieka. Dostęp do informacji jest zagwarantowany w art. 61 Konstytucji RP. Uzyskanie informacji pozwala obywatelom na lepsze sprawowanie kontroli społecznej, przyczynia się do budowy zaufania obywateli do państwa i praworządności. 